# Aproximant labiovelar sorda
L'aproximant labiovelar sorda és un so que es representa amb el signe [ʍ] en l'AFI (una w girada) o [w̥]. Existeix en algunes llengües del món.

## Aparició
| Llengua | Llengua                        | Paraula       | AFI              | Significat    |
| ------- | ------------------------------ | ------------- | ---------------- | ------------- |
| Xinès   | Taiwanès                       | 沃花/ak-hue   | [ʔak̚˥ʔ ʍeː˥˥]    | flors fèrtils |
| Còrnic  | Còrnic                         | whath/hwath   | [ʍæːθ]           | encara        |
| Anglès  | American Theater Standard      | whine         | [ʍaɪ̯n]           | ploriqueig    |
| Anglès  | Pronunciació tradicional       | whine         | [ʍaɪ̯n]           | ploriqueig    |
| Anglès  | Pronunciació sud-africana      | whine         | [ʍaɪ̯n]           | ploriqueig    |
| Anglès  | Pronunciació americana general | whine         | [ʍaɪ̯n]           | ploriqueig    |
| Anglès  | Anglès irlandès                | whine         | [ʍʌɪ̯n]           | ploriqueig    |
| Anglès  | Anglès escocès                 | whine         | [ʍʌɪ̯n]           | ploriqueig    |
| Anglès  | Anglès del sud dels EUA        | whine         | [ʍäːn]           | ploriqueig    |
| Anglès  | Anglès neozelandès             | whine         | [ʍɑe̯n]           | ploriqueig    |
| Gòtic   | Gòtic                          | 𐍃𐌰𐌹𐍈𐌰/aiƕa    | [sɛːʍa]          | veure         |
| Hupa    | Hupa                           | tł'iwh        | [t͡ɬʼiʍ]          | serp          |
| Nàhuatl | Nàhuatl                        | Cuauhtēmallān | [kʷaʍteːmalːaːn] | Guatemala     |
| Eslovè  | Eslovè                         | vse           | [ˈʍsɛ]           | tots          |